# Derris caudatilimba
Derris caudatilimba är en ärtväxtart som beskrevs av Foon Chew How. Derris caudatilimba ingår i släktet Derris och familjen ärtväxter. Inga underarter finns listade i Catalogue of Life.